# Liste der Naturdenkmale im Landkreis Sonneberg
Die Liste der Naturdenkmale im Landkreis Sonneberg nennt die Naturdenkmale in den Städten und Gemeinden im Landkreis Sonneberg in Thüringen.
Im Landkreis Sonneberg gab es im Mai 2023 insgesamt 33 geschützte Naturdenkmale.

## Liste der Naturdenkmale
| Roßkastanie                                | BW | 2, SON1002  | Bachfeld                                    | ⊙ |     | 30. Juli 1957 |
| Eiche in Heubisch                          | BW | 46, SON1034 | Föritztal, Heubisch                         | ⊙ |     | 6. Okt. 2009  |
| Missionsesche in Judenbach                 | BW | 10, SON1007 | Föritztal, Judenbach                        | ⊙ |     | 30. Juli 1957 |
| Eiche in Lindenberg                        | BW | 11, SON1008 | Föritztal, Lindenberg                       | ⊙ |     | 30. Juli 1957 |
| Arboretum Schloss Mupperg                  | BW | 15, SON1011 | Föritztal, Mupperg                          | ⊙ |     | 30. Juli 1957 |
| Bergulme am Sattelpass                     | BW | 44, SON1033 | Föritztal, Neuenbau                         | ⊙ |     | 1. Nov. 2000  |
| Arboretum am Schloss Neuhaus-Schierschnitz |    | 17, SON1012 | Föritztal, Neuhaus Nur noch zwei Eichen     | ⊙ |     | 30. Juli 1957 |
| Eichenreihe am Kronacher Teich             | BW | 9, SON1006  | Föritztal, Oerlsdorf                        | ⊙ |     | 30. Juli 1957 |
| Linde in Neuhaus-Schierschnitz             | BW | 18, SON1013 | Föritztal, Schierschnitz                    | ⊙ |     | 30. Juli 1957 |
| Einsame Kiefer                             | BW | 20, SON1014 | Föritztal, Schierschnitz                    | ⊙ |     | 30. Juli 1957 |
| „Zigeunereiche“ in Weidhausen              | BW | 8, SON1005  | Föritztal, Weidhausen Eine Buche            | ⊙ |     | 30. Juli 1957 |
| Dorflinde in Effelder (Tanzlinde)          |    | 5, SON1003  | Frankenblick, Effelder                      | ⊙ |     | 30. Juli 1957 |
| Dorflinde in Meschenbach                   | BW | 13, SON1010 | Frankenblick, Meschenbach                   | ⊙ |     | 30. Juli 1957 |
| Linde in Roth                              | BW | 23, SON1030 | Frankenblick, Roth                          | ⊙ |     | 13. Dez. 1990 |
| Linde in Welchendorf                       | BW | 28, SON1018 | Frankenblick, Welchendorf                   | ⊙ |     | 30. Juli 1957 |
| Dorflinde in Ernstthal                     | BW | 7, SON1004  | Lauscha, Ernstthal                          | ⊙ |     | 30. Juli 1957 |
| Esche in Limbach                           | BW | 27, SON1028 | Neuhaus am Rennweg, Alsbach                 | ⊙ |     | 18. Juli 1990 |
| Bergahorn in Scheibe-Alsbach               | BW | 26, SON1027 | Neuhaus am Rennweg, Scheibe                 | ⊙ |     | 18. Juli 1990 |
| Eiche bei der Viehtränke                   | BW | 24, SON1016 | Schalkau                                    | ⊙ |     | 30. Juli 1957 |
| Zigeunereiche in Schalkau                  | BW | 25, SON1017 | Schalkau                                    | ⊙ |     | 30. Juli 1957 |
| Arboretum Schloss Almerswind               | BW | 1, SON1001  | Schalkau, Almerswind                        | ⊙ |     | 30. Juli 1957 |
| Weißtanne bei Neundorf                     | BW | 47, SON1035 | Schalkau, Neundorf                          | ⊙ |     | 3. Jan. 2017  |
| Linde bei der Schubertsruh                 | BW | 30, SON1020 | Sonneberg                                   | ⊙ |     | 30. Juli 1957 |
| Eiche am Krematorium                       | BW | 32, SON1021 | Sonneberg                                   | ⊙ |     | 30. Juli 1957 |
| Ahornallee im Röthengrund                  | BW | 33, SON0077 | Sonneberg Ansicht im Kartendienst des TLUBN | ⊙ | 0,2 | 30. Juli 1957 |
| Buche im Berlagrund                        | BW | 34, SON1023 | Sonneberg                                   | ⊙ |     | 30. Juli 1957 |
| Eiche am alten Friedhofseingang            | BW | 38, SON1024 | Sonneberg                                   | ⊙ |     | 30. Juli 1957 |
| Weide am Hallwasser                        | BW | 3, SON1031  | Sonneberg, Bettelhecken                     | ⊙ |     | 13. Dez. 1990 |
| Bergulme - Hüttensteinach                  | BW | 45, SON1032 | Sonneberg, Hüttensteinach                   | ⊙ |     | 1. Nov. 2000  |
| Eichen im Friedhof Oberlind                | BW | 21, SON1015 | Sonneberg, Oberlind Zwei Eichen             | ⊙ |     | 30. Juli 1957 |
| Alter Hihorl                               | BW | 40, SON1029 | Sonneberg, Spechtsbrunn Ein Bergahorn       | ⊙ |     | 18. Juli 1990 |
| Arboretum Unterlind                        | BW | 43, SON1026 | Sonneberg, Unterlind                        | ⊙ |     | 30. Juli 1957 |
| Die 3 alten Tanten                         | BW | 41, SON1025 | Steinach Nur noch eine Fichte               | ⊙ |     | 30. Juli 1957 |
| Legende für Naturdenkmal                   |    |             |                                             |   |     |               |